# شيخ سنديان فوقاني
شيخ سنديان فوقاني قرية سورية تتبع ناحية مركز جسر الشغور في منطقة جسر الشغور في محافظة إدلب. بلغ عدد سكانها 130 نسمة في عام 2004 حسب إحصاء المكتب المركزي للإحصاء.